# Mario Galinović
Mario Galinović (Zagabria, 15 novembre 1976) è un allenatore di calcio ed ex calciatore croato, di ruolo portiere.

## Carriera

### Nazionale
È stato convocato per Euro 2008.

## Statistiche

### Cronologia presenze e reti in Nazionale
| Cronologia completa delle presenze e delle reti in nazionale ― Croazia | Cronologia completa delle presenze e delle reti in nazionale ― Croazia | Cronologia completa delle presenze e delle reti in nazionale ― Croazia | Cronologia completa delle presenze e delle reti in nazionale ― Croazia | Cronologia completa delle presenze e delle reti in nazionale ― Croazia | Cronologia completa delle presenze e delle reti in nazionale ― Croazia | Cronologia completa delle presenze e delle reti in nazionale ― Croazia | Cronologia completa delle presenze e delle reti in nazionale ― Croazia |
| Data                                                                   | Città                                                                  | In casa                                                                | Risultato                                                              | Ospiti                                                                 | Competizione                                                           | Reti                                                                   | Note                                                                   |
| ---------------------------------------------------------------------- | ---------------------------------------------------------------------- | ---------------------------------------------------------------------- | ---------------------------------------------------------------------- | ---------------------------------------------------------------------- | ---------------------------------------------------------------------- | ---------------------------------------------------------------------- | ---------------------------------------------------------------------- |
| 13-6-1999                                                              | Seul                                                                   | Croazia                                                                | 2 – 2                                                                  | Egitto                                                                 | Korea Cup                                                              | -2                                                                     |                                                                        |
| 16-10-2007                                                             | Fiume                                                                  | Croazia                                                                | 3 – 0                                                                  | Slovacchia                                                             | Amichevole                                                             | -                                                                      |                                                                        |
| Totale                                                                 |                                                                        | Presenze                                                               | 2                                                                      |                                                                        | Reti                                                                   | -2                                                                     |                                                                        |

## Palmarès

### Club

#### Competizioni nazionali
- Coppa di Croazia: 1

Osijek: 1998-1999
- Campionato greco: 1

Panathinaikos: 2009-2010
- Coppa di Grecia: 1

Panathinaikos: 2009-2010